# 道 (1986年の映画)
『道』（みち）は、1986年に公開された東映＝仕事製作・東映配給の映画作品。1956年のフランス映画『ヘッドライト』のリメイクである。フェデリコ・フェリーニ監督の『道』のリメイクではない。

## あらすじ
長距離トラックの運転手である田島精治は、冷え込んだ家庭を抱える中年男だ。鳥取県の米子市に近いドライブイン「さくら」で休憩した精治は、若いウェイトレスの小宮和江と知り合った。店を辞めようとする和江をトラックに乗せたことをきっかけに、和江と恋仲になる精治。
千葉の浦安に住む精治に近づくために、東京のラブホテルで働き始める和江。だが、家庭を捨てられない精治は、和江に別れを告げてしまった。行き場もなく「さくら」に戻る和江。
「さくら」のマスターで清治の友人でもある佐倉は、和江の妊娠を知り、清治に手紙を書いた。しかし、その手紙は清治の娘の絵里が開封し、隠してしまった。精治に厳しく叱られたことをきっかけに、反発した絵里は、母親もいる前でマスターの手紙を読み上げた。
家を飛び出し、トラックで「さくら」に向かう清治。和江との新生活を誓った清治は、トラックに和江を乗せて走り出した。しかし、ひどい出血で苦しみだす和江。救急車も間に合わず、和江は息を引き取るのだった。

## 出演
- 田島精治：仲代達矢
- 小宮和江：藤谷美和子
- 田島芳子：池内淳子（特別出演）
- 田島絵里：藤奈津子
- 田島理沙：佐藤一美
- 篠塚稔：柴田恭兵
- 松代：春川ますみ
- 花菱のおかみ：中島葵
- 配車役：大林たけし
- 幸男：地井武男
- 水屋のボス：長門裕之
- 秀子：三田佳子（友情出演）
- 佐倉直吉：若山富三郎

## スタッフ
- 監督：蔵原惟繕
- 脚本：松田寛夫
- 原作：セルジュ・グルッサール
- 企画：高岩淡・佐藤正之・日下部五朗
- プロデューサー：本田達男・中山正久
- 撮影：間宮義雄
- 美術：井川徳道・山下謙爾
- 音楽：ミッシェル・ベルナルク
- 主題歌：フランソワーズ・アルディ『道』(曲の原題：Ca M’Suffit)
- 録音：荒川輝彦
- 照明：増田悦章
- 編集：玉木濬夫
- 助監督：土橋亨

## 製作

### 企画
企画は東映プロデューサーの日下部五朗と本田達男。日下部や本田の世代はフランス映画などのヨーロッパ映画に感銘を受けた世代で、『ヘッドライト』が特に好きな二人が「メロドラマのスタイルの中で、人生を謳いあげる」というプロットは日本に置き換えることが出来ると判断し、大体同じ世代の蔵原惟繕に監督要請を行った。蔵原は戦後10年で作られた『ヘッドライト』を物質が氾濫して豊かになった日本には置き換えられないのじゃないか、と不安を持った。それで『ヘッドライト』の原作『Des Gens Sans Importance（しがない人々）』を読み、『ヘッドライト』のような男と女二人の関係だけに絞ったペシミスティックなメロドラマではなく、原作にある主人公たち以外の周りの人たちも木目細かく描いてみたいと考えた。映画の主題の一つは「お互い他者の痛みを知り、優しさを持ち合わせているのに、人々は不器用で言葉が足りない。そして生活に追われて生きている。そこから起こってくる人間の孤独」と話した。

### キャスティング
高倉健を主役として企画されたが、途中から仲代達矢に変更された。高倉は1980年の『動乱』のギャラは拘束期間が長かったこともあり、日本映画では当時の最高額2500万円ともいわれたが、それから5年経った本作企画当時は、一本のギャラ3000万円＋唯一の配収の2%程度の歩合とも、5000万円にまで跳ね上がったとも言われ、日本映画で高倉を主役で使うことは難しい状況になっていた。
ヒロインは一部のマスコミに中森明菜と報道されたが、藤谷美和子になった。藤谷は松竹が社運を賭けた大船撮影所50周年記念作品『キネマの天地』のヒロインと本作と撮影が掛け持ちだった。藤谷は感情の起伏が激しくこれまでも各現場をてこずらせて来ており、『キネマの天地』でもリハーサル中に突然涙ぐんだり、気分が乗らないと芝居もウワの空で、渥美清とぶつかるなど、現場に来ない日があり、我慢強い山田洋次監督も新人類にお手上げ。1986年5月、クランクイン二日、一週間で、降ろされた。幸い藤谷の撮影シーンが3シーンで傷を最小限に留めた。代役は新人の有森也実。松竹は藤谷の降板理由を「『道』とのスケジュール調整が困難」と発表したが、『道』はこの時点で撮影は終わりかけだった。
仲代達矢は若いころから、ジャン・ギャバンの大ファン。それだけに役を引き受けてから撮影に入るまで役作りに悩んだが「考えようによっては『ハムレット』をいろんな役者が演じるのと似たようなもの。ギャバンと比較されるのは承知の上で、ぼくのカラーを演じるしかない」と決心した。ジャン・ギャバンが『ヘッドライト』に出演した51歳に年齢も近く「53歳の今だからこそ、仕事も家庭も峠に差し掛かった男の気持ちがよく分かる。若い女がすきま風のように入ってきたときの狂い方なんて、この年にならないとわからないでしょうね。今回は徹底的に受けの芝居で、不器用な男の戸惑いを出したい。偉大なギャバンの役を演じられて幸せな気分です」などと話した。

### 撮影
蔵原監督が仲代と話し合い、芝居を極力抑えましょうと決めた。蔵原は「仲代さんの新しい領域なのでは」と話した。
日下部五朗は「プロデューサーには撮影現場が好きな者と、そうでないタイプがいて、わたしは後者。俊藤浩滋さんなんかは現場が大好きで、専用の椅子も用意し撮影に就きっきりで、役者に代わって監督に文句を言ったりしていた。殴り込み場面も自分でアクションを付けて殺陣師まがいのこともしていた。しかし私は健さんの殴り込み場面の撮影に興味はないし、女優が脱ぐ場面を見に行く趣味はないし、天気待ちで時間がかかるロケなど考えただけでウンザリ。勿論、俳優たちと仲良くなれるのは俊藤タイプ」と皮肉っているが、「どうしてもプロデューサーが撮影現場に出張っていかないとすまないケースが稀にあり、それは俳優がゴネ出した時」と話し、久しぶりに撮影現場に呼び出されたのが本作で、藤谷美和子は何か気に入らないとすぐにお腹が痛くなり、藤谷の機嫌取りに仲代が往生し、日下部に出馬要請があった。ロケ先の山陰で藤谷が「お腹が痛い」とホテルから出て来ず、説得も不能で撮影がストップ。日下部が京都から駆け付けるとマネージャーが憂い顔で「すいません、すいません」と平謝りを繰り返し、日下部は奥の手で藤谷の当時の彼氏を至急東京から呼んで、彼氏に色々頼み一晩ホテルで過ごさせたら、翌朝「おはよーございます」と明るく出てきたという。日下部は「何もよく分からない十代の頃からチヤホヤされてきた女優の相手は、広島ヤクザと付きあうよりよっぽど疲れる」と話している。
1985年12月か1986年明けにクランクイン。1986年2月20日頃一旦中断。1986年3月20日撮影再開。この間、新潟県、青森県、愛知県名古屋市、大阪府、和歌山県、鳥取県鳥取市・米子市、山口県下関市、東京都と全国縦断ロケ。1986年4月末、新宿歌舞伎町で夜間ロケ。藤谷の『キネマの天地』降板は1986年5月。1986年5月下旬クランクアップ。1986年6月完成。

## 興行
脚本を読んで気に入っていた岡田茂東映社長は試写を観てがっかり。岡田としてはもっと泣きの映画にして欲しかったが試写を観ても泣けず。興行は不安視されたが、配収4億5～6000万円のヒット。岡田は「宣伝担当の福永邦昭が徹底的に女性狙いをし、試写戦術を執った宣伝の勝利」と評価した。

## 逸話
- 藤谷美和子は当時、後藤由多加の当て馬として付き合い始めたアートディレクターの斎藤誠と不倫関係にあり[16][20]、1986年7月14日にあった本作の完成発表記者会見でも報道陣からの質問は、映画のテーマでもある不倫にダブらせその質問が集中した[20]。藤谷は「不倫？車輪のないやつ？」などと冗談を言い、ケラケラ笑い飛ばしていたが[20]、蔵原監督が藤谷の演技について語り始めると、表情が一天、にわかにかき曇り、シクシク泣き出し、報道陣を驚かせた[20]。この後、「東芝日曜劇場」『週末物語！ シンデレラ・エクスプレス！』（TBS、1986年9月21日放送）の撮影中に情緒不安定に陥り、「うん」というセリフさえ言えなくなり、岩城滉一を怒らせて1986年9月4日に役を降ろされた[14][15][16]。同番組のスタッフは「藤谷は二度と使わない」と激怒した[16]。代役は荻野目慶子。この二日後が本作の公開初日で、藤谷は丸の内東映の舞台あいさつには現れたが、東映宣伝部に「お腹が空いた」というのでトーストを頼むことにしたら、飲み物にアイスミルクティーとホットミルクティーを同時に頼み、「何で？」と聞いたら「飲み物が来てからじゃないとどっちが飲みたいか分からないから」と言い[16]、また舞台あいさつでも涙ぐみ情緒不安定が取り沙汰され[16]、前年の大活躍で将来を嘱望されていたが[16]、松竹大作『キネマの天地』も降ろされ[15]、『週末物語 シンデレラ・エクスプレス』も降板させられ[15]、本作でも仲代から「あいつとの共演は二度といやだ」と言われ[15]、女優生命の危機と囁かれ始めた[15][16]。藤谷の当時の所属事務所社長は東映京都撮影所に出入りした人で[14]、荒っぽい仕事が多く、ギャラ配分にも不満があり、1986年10月藤谷は所属事務所を解雇された[14][15]。その途端、松竹富士の『この愛の物語』のヒロインに抜擢されたため[14][21]、松竹富士の企画制作室長・奥山和由が一連の降板劇の演出者で[14]、一連のトラブルは藤谷の芝居だったのではという話が業界で囁かれた[14][21]。芸能リポーター・須藤甚一郎は「藤谷美和子は、寄行寄言の連続で映画・ドラマの降板、元恋人と一緒に大麻パーティに出席したなどと話し、ついにプッツン女優なんてアダ名までついてしまった。けれど、つかこうへい原作の映画『この愛の物語』で復帰することが決まったから、降板も大麻騒ぎも皆演技で、所属していた芸能プロをやめたくて、そのために芝居を打ったという噂が出た。芸能プロを移籍するためにそんなバカな芝居を打ったタレントなど、前代未聞なのはいうまでもない。藤谷が情緒不安定のとき、ぼくも彼女のマンションのドア越しにインタビューしたが、とても演技などというものではなかった。プッツンが狂言なら大女優だよ」などと述べている[21]。